# Pont Neuf (metropolitana di Parigi)
Pont Neuf è una stazione della metropolitana di Parigi sulla linea 7 nel I arrondissement.

## La stazione
La stazione venne aperta nel 1926. Sulle sue pareti sono riprodotti esemplari di monete antiche a rappresentare La Monnaie de Paris, sita sulla riva sinistra della Senna. Le riproduzioni tappezzano le pareti dei marciapiedi lungo tutta la loro lunghezza e riproducono un antico torchio di conio. Esistono anche alcune vetrine in cui sono esposti esemplari di monete.

## Interconnessioni
- Bus RATP - 21, 24, 27, 58, 69, 70, 72, 74, 75, 76, 81, 85, Bb, OpenTour
- Noctilien - N11, N15, N16, N24

## Nelle vicinanze
- Pont Neuf
- Conciergerie